# Triclistus aethiops
Triclistus aethiops är en stekelart som först beskrevs av Johann Ludwig Christian Gravenhorst 1829.  Triclistus aethiops ingår i släktet Triclistus och familjen brokparasitsteklar. Arten är reproducerande i Sverige. Inga underarter finns listade i Catalogue of Life.